# Soraya Jiménez
Soraya Jiménez Mendivil (Naucalpan de Juárez, 5 agosto 1977 – Città del Messico, 28 marzo 2013) è stata una sollevatrice messicana, prima atleta donna a vincere una medaglia d'oro olimpica per il suo paese: la vinse ai giochi olimpici di Sydney 2000 nella categoria 58 kg.
Ha vinto anche due medaglie ai giochi panamericani: fu bronzo nell'edizione del 1999 ed argento nel 2003
È morta nel 2013 all'età di 35 anni a seguito di un infarto.